# 托烏什科夫城

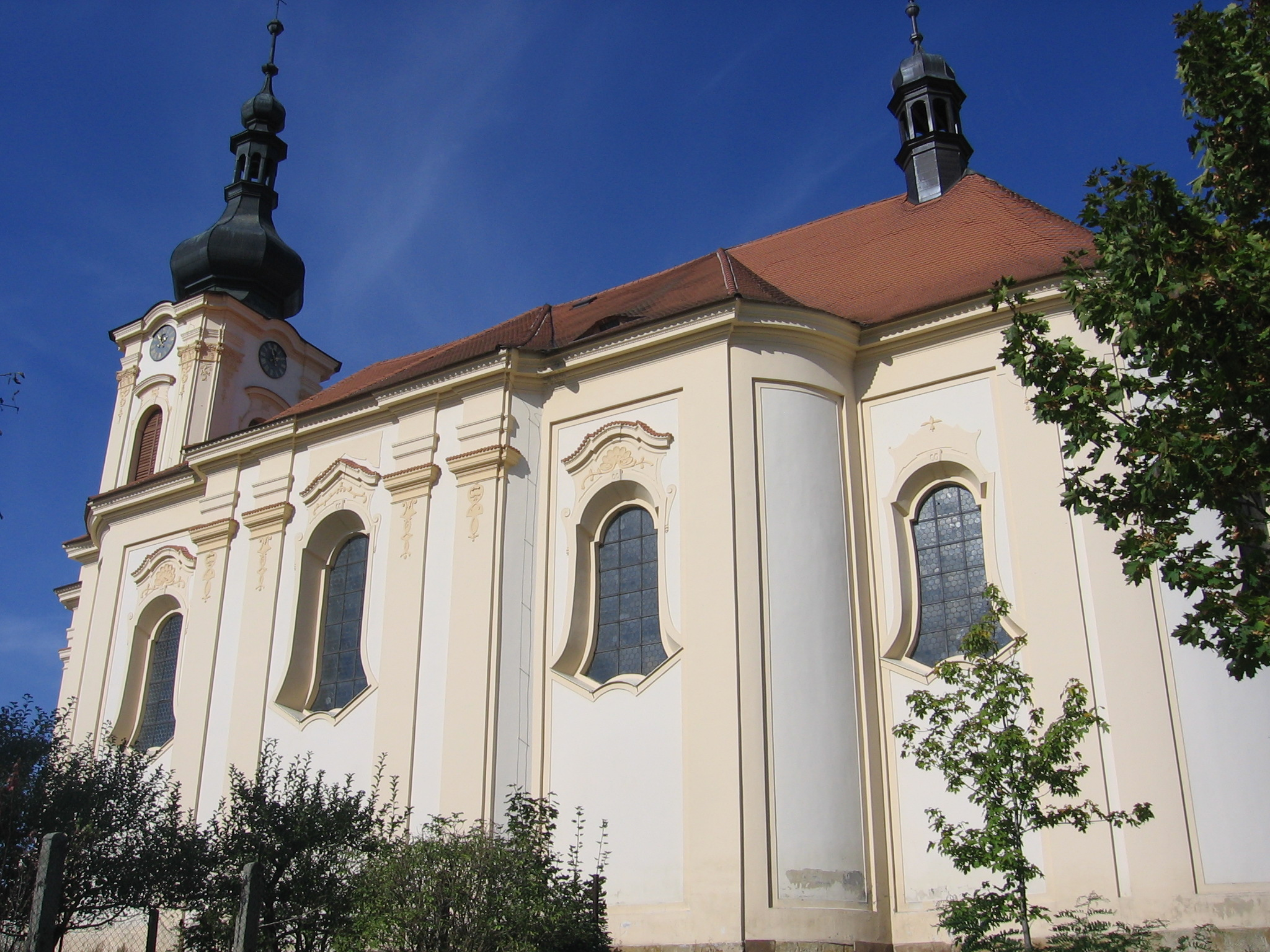
托烏什科夫城

托烏什科夫城是捷克的城鎮，位於該國西部姆熱河左岸，距離首府皮爾森10公里，由比爾森州負責管轄，面積9.63平方公里，海拔高度333米，2006年人口1,903。